# Montalcino

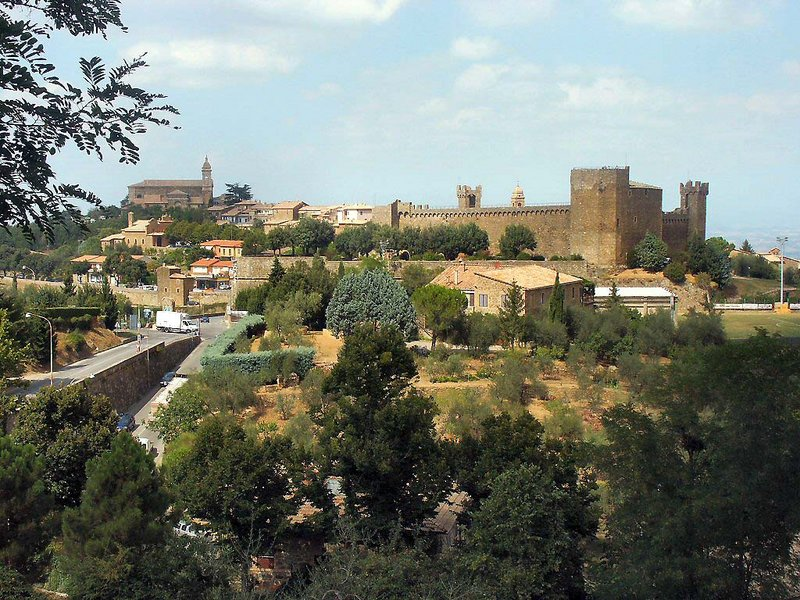
Montalcino

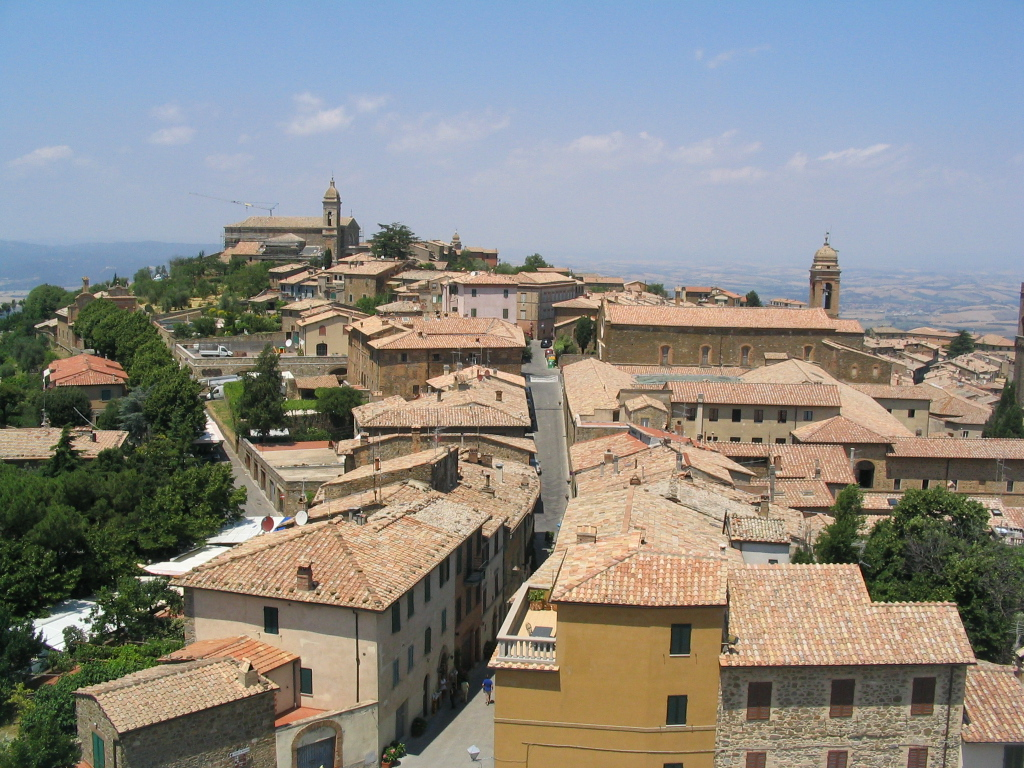
Montalcino

Montalcino is een gemeente in de Italiaanse provincie Siena (regio Toscane) en telt 5131 inwoners (31-12-2004). De oppervlakte bedraagt 243,7 km², de bevolkingsdichtheid is 21 inwoners per km².
De volgende frazioni maken deel uit van de gemeente: Camigliano,Castelnuovo dell'Abate,S.Angelo in Colle, S. Angelo Scalo, Torrenieri, Tavernelle.

## Demografie
Montalcino telt ongeveer 2249 huishoudens. Het aantal inwoners steeg in de periode 1991-2001 met 0,6% volgens cijfers uit de tienjaarlijkse volkstellingen van ISTAT.
| Jaar | Inwoneraantal |
| ---- | ------------- |
| 1991 | 5088          |
| 2001 | 5118          |

## Geografie
De gemeente ligt op ongeveer 567 m boven zeeniveau.
Montalcino grenst aan de volgende gemeenten: Buonconvento, Castel del Piano (GR), Castiglione d'Orcia, Cinigiano (GR), Civitella Paganico (GR), Murlo, San Giovanni d'Asso, San Quirico d'Orcia.

## Geschiedenis
Bewoond sinds de tijd der Etrusken ligt het stadje op een heuvel te midden van wijngaarden en olijfbossen. Elk jaar wordt de Palio in Siena geopend met een optocht van vertegenwoordigers van de steden die van de Republiek Siena deel hebben uitgemaakt. De eer de parade te mogen leiden valt te beurt aan de vaandeldragers van Montalcino. Het is een eerbetoon voor de loyaliteit en de hulp die ze Siena hebben geboden na de val van de stad in 1555.
Tijdens de belegering van Siena wist een groep republikeinen de stad te ontkomen. Ze zochten hun toevlucht in de versterkte vesting van Montalcino. Samen met de lokale bevolking richtten ze de Republiek Siena in Montalcino op en boden tot in 1559 weerstand aan de Medici's.

## Bezienswaardigheden
- De Rocca vormt het middelpunt van de versterkingen die Spanjaarden en Florentijnen op afstand hielden. Voor de Italiaanse patriotten heeft ze een grote betekenis. Ze was niet alleen het laatste bolwerk van Siena maar symbolisch ook van de vrijheden van de Italiaanse steden in de middeleeuwen. Die vrijheden werden door de bloedige en reactionaire jaren 1500 uitgewist. De versterking kreeg een indrukwekkende borstwering, gebouwd door Cosimo I in 1571. In het fort hangt een oud Siënees vaandel dat herinnert aan het feit dat de stad een groep rebellen onderdak verleende na de verovering van Siena door Florence.

- In het Palazzo Vescoville zijn archeologische vondsten uit de omgeving te bewonderen. Er is een verzameling schilderijen van de Sienese school. Ook is er beeldhouwwerk uit de 12e tot 14e eeuw waaronder terracotta's van Andrea della Robbia en schilderijen van Sodoma.

## Wijn
Montalcino is ook bekend vanwege de wijnbouw: Brunello di Montalcino en Rosso di Montalcino zijn de bekendste.